# Anisoperas subfulvata
Anisoperas subfulvata là một loài bướm đêm trong họ Geometridae.